# Nervi (arquitectura)

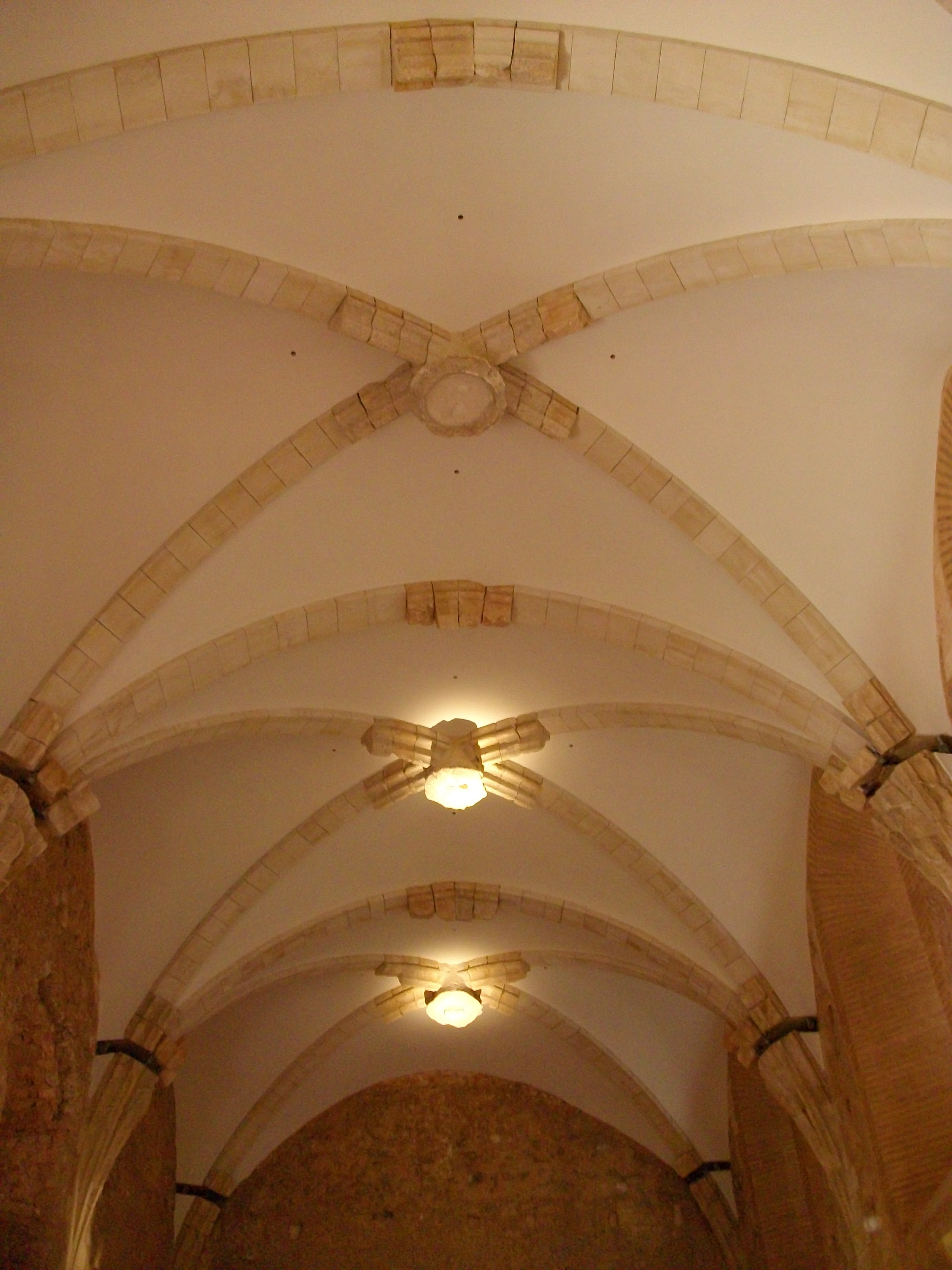
Nervadura del sostre del refectori del monestir de Santa Maria de la Valldigna

Nervi o nervadura és un element constructiu d'arquitectura format per un segment d'arc —tipus motllura— sortint de l'intradós d'una volta.
Es va utilitzar a partir del segle xii en desenvolupar-se la volta nervada o de creueria.
En utilitzar aquests nervis, es concentren les càrregues a llocs puntuals d'assentament, permetent recolzar-se sobre columnes en lloc del mateix mur. Això resultarà a la possibilitat d'obrir grans vànols als murs que permeten una més gran lleugeresa i lluminositat als edificis.

## Tipus
- Nervi d'aresta és el que marca el punt d'intersecció de dues voltes.
- Nervi faixó és el que segueix el perfil d'una volta.
- Nervi secundari és el que enllaça els altres nervis principals de la volta.